# Ennio Antonelli (Schauspieler)
Ennio Antonelli (* 23. Januar 1927 in Rom; † 6. August 2004 ebenda) war ein italienischer Boxer und Schauspieler.
Antonelli wurde nach seiner Karriere als Boxer ab den 1960er Jahren Angebote als Stuntman unterbreitet, die er annahm. Mit der Zeit wurden seine Rollen etwas größer; meist spielte er Handlanger oder den "Mann von der Straße", den er mit dem auf der Straße gesprochenen römischen Slang ausstattete.
In den 1980er Jahren wurde Antonelli durch seine Mitwirkung in einer Reihe von Komödien einem breiteren Publikum bekannt. Filmemacher und Journalist Marco Giusti drehte 2001 die Fernseh-Hommage Antonelli Ennio? Campa.

## Filmografie (Auswahl)
- 1966: Laß die Finger von der Puppe (Per un pugno di canzoni)
- 1967: Bang Bang Kid
- 1982: Wild trieben es die alten Hunnen (Attila flagello di Dio)
- 1986: Die Klugscheißer (Asilo di polizia)